# Acrocalymma medicaginis
Acrocalymma medicaginis är en svampart som beskrevs av Alcorn & J.A.G. Irwin 1987. Acrocalymma medicaginis ingår i släktet Acrocalymma och familjen Lophiostomataceae.   Inga underarter finns listade i Catalogue of Life.